# William Thompson Sedgwick

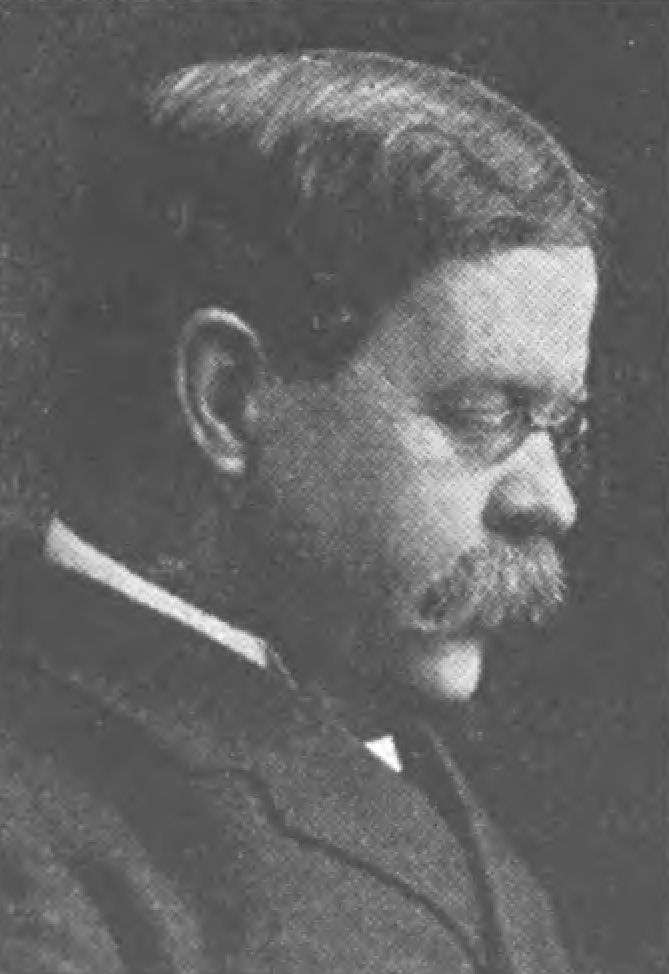
William Thompson Sedgwick

William Thompson Sedgwick (* 29. Dezember 1855 in West Hartford, Connecticut; † 25. Januar 1921 in Boston, Massachusetts) war Mitbegründer des modernen Gesundheitswesens der Vereinigten Staaten von Amerika.
William T. Sedgwick absolvierte sein Erststudium an der Sheffield Scientific School der Yale University im Jahr 1877 und promovierte anschließend an der Johns Hopkins University im Jahr 1881. Er lehrte als Professor am Massachusetts Institute of Technology (MIT) von 1883 bis 1921, zunächst als Associate Professor (1884), als Professor (1891) und schließlich als Leiter der Abteilung für Biologie und Öffentliche Gesundheit (Public Health).
1886 wurde Sedgwick in die American Academy of Arts and Sciences gewählt.